# Cambourne
Cambourne – wieś w Anglii, w hrabstwie Cambridgeshire, w dystrykcie South Cambridgeshire. Leży 14 km na zachód od miasta Cambridge i 80 km na północ od Londynu.